# Blueming (노래)
〈Blueming〉(한국어: 블루밍)은 대한민국 가수 아이유의 EP 《Love poem》에 수록된 타이틀 곡이다.

## 소개
파란 장미의 꽃말인 '기적'을 일궈내고 싶은 희망을 담고 있다.
아이유의 네 번째 EP 《CHAT-SHIRE》의 타이틀 곡 〈스물셋〉을 작곡한 이종훈, 이채규가 이 곡에도 참여했으며, 뮤직 비디오는 나이브 프로덕션이 연출했다.

## 성과
2019년 가온 디지털 차트 주간 차트에서 4주 연속으로, 12월 월간 차트에서 1위를 달성했다.